# نيكي ويلان
نيكي ويلان (بالإنجليزية: Nicky Whelan)‏ هي عارضة وممثلة أسترالية، ولدت في 10 مايو 1981 في أستراليا.

## أعمال

### أفلام
- (2009) هالووين 2[5]
- (2011) إجازة زوجية[6]
- (2014) الباقون بالخلف[7]
- (2015) فارس الكؤوس

## وصلات خارجية
- نيكي ويلان على موقع IMDb (الإنجليزية)
- نيكي ويلان على موقع ألو سيني (الفرنسية)
- نيكي ويلان على موقع أول موفي (الإنجليزية)
- نيكي ويلان على موقع قاعدة بيانات الفيلم (الإنجليزية)
- نيكي ويلان على موقع كينوبويسك (الروسية)